# Ponta da Madeira

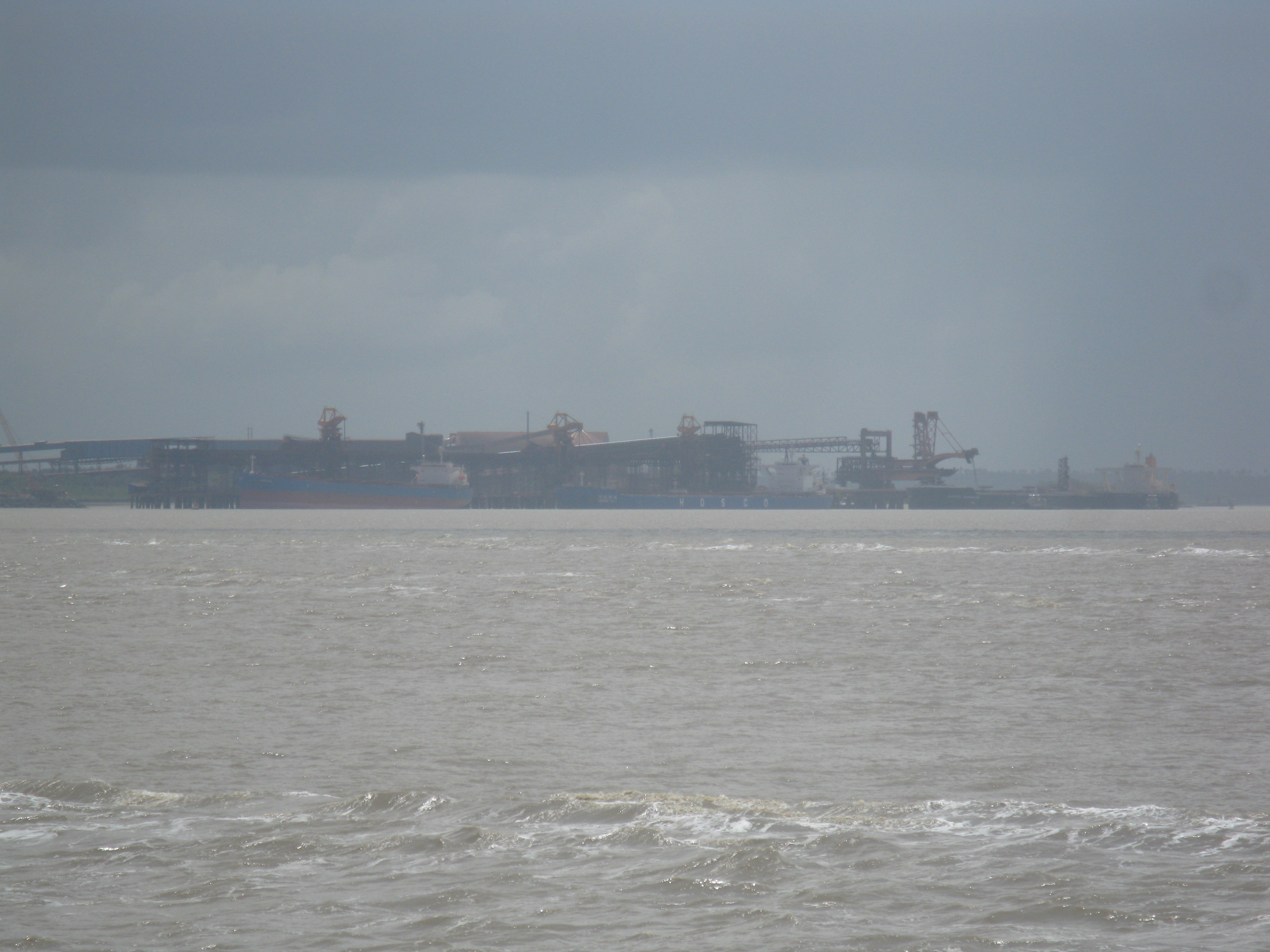
Terminal de Ponta da Madeira gezien vanaf Baía de São Marcos

Ponta da Madeira, volledige naam Ponta da Madeira maritime terminal, is onderdeel van de haven van Itaqui, bij São Luís in de Noord-Braziliaanse deelstaat Maranhão. De terminal is eigendom van het mijnbouwbedrijf Vale en wordt bijna uitsluitend gebruikt voor de overslag van ijzererts.
De terminal ligt aan Baía de São Marcos. Deze baai is van nature al diep, schepen met een diepgang van 26 meter kunnen zonder problemen bij eb de terminal bereiken. Het hoogteverschil tussen eb en vloed is 14 meter en dit leidt tot sterke stromingen, maar dit is geen probleem voor de scheepvaart door de bouw van golfbrekers.
Het erts wordt met treinen vanuit het binnenland aangevoerd. Een bijna 900 kilometer lange spoorweg verbindt de Carajás-ijzerertsmijn met de terminal. Het erts wordt tijdelijk opgeslagen bij de terminal en later met transportbanden vervoerd naar de laders voor de schepen. Vijf bulkcarriers kunnen op hetzelfde moment geladen worden.
Er zijn vier pieren beschikbaar:
- Pier I kan schepen accommoderen met een draagvermogen tot maximal 420.000 DWT. Per uur kan 16.000 ton erts worden geladen. Het is een van de weinige havens waar de grote bulkcarrier Berge Stahl geladen kon worden.
- Aan Pier II kunnen schepen afmeren tot 155.000 DWT en per uur kan 8.000 ton erts worden geladen in de ruimen.
- Pier III heeft twee ligplaatsen en drie laders. Schepen tot 220.000 DWT kunnen afmeren op de zuidelijke ligplaats en tot maximaal 180.000 DWT aan de noordkant. De laders hebben een capaciteit van 8.000 ton per uur.
- Pier IV (ligplaats zuid) is nog niet helemaal in bedrijf, maar eenmaal gereed kunnen de grootste ertsschepen van de Valemaxklasse tot 420.000 DWT aanleggen. Per uur kan 16.000 ton erts worden geladen.

In de terminal wordt bijna uitsluitend ijzererts geladen, maar ook - relatief - bescheiden hoeveelheden mangaan, ruwijzer en sojabonen. In 2012 werd 105 miljoen ton ijzererts in schepen geladen.